# Rexa
Rexa är ett släkte av insekter. Rexa ingår i familjen guldögonsländor.
Kladogram enligt Catalogue of Life:
| Rexa | \| \| Rexa lordina \| \| \| \| \| \| Rexa raddai \| \| \| \| |
|      | \| \| Rexa lordina \| \| \| \| \| \| Rexa raddai \| \| \| \| |
|      | Rexa lordina                                                 |
|      |                                                              |
|      | Rexa raddai                                                  |
|      |                                                              |